# Сано, Мамади
Мамади Сано (фр. Mamadi Sano; род. 1944, Киниделгом) — гвинейский футболист, вратарь. Участник летних Олимпийских игр 1968 года и Кубка африканских наций 1970.

## Биография
В 1968 году главный тренер национальной сборной Гвинеи Наби Камара вызвал Мамади на летние Олимпийские игры в Мехико. В своей группе Гвинея заняла последнее четвёртое место, уступив Колумбии, Мексики и Франции. Мамади Сано на турнире сыграл в двух матчах.
В 1970 году участвовал на Кубке африканских наций, который проходил в Судане. Сборная Гвинеи заняла предпоследнее третье место в своей группе, обогнав Конго и уступив Гане и Объединённой Арабской Республике. Сано сыграл в одной игре данного турнира.